# ادواردو ویانلو
ادواردو ویانلو (ایتالیایی: Edoardo Vianello؛ زادهٔ ۲۴ ژوئن ۱۹۳۸) خواننده، موسیقی‌دان، آهنگساز و بازیگر اهل ایتالیا است. او یکی از محبوب‌ترین خوانندگان دههٔ ۱۹۶۰ در ایتالیا بود.

از فیلم‌هایی که وی در آن نقش داشته‌است، می‌توان به نوبت عاشقی و این دنیای دیوانهٔ دیوانهٔ ترانه اشاره کرد.